# Puerto de Santiago (Ávila)
El puerto de Santiago o Alto de Santiago es un puerto de montaña situado al suroeste de la provincia de Ávila, en España.

## Situación
Tiene 1208 metros de altitud y comunica el valle del Corneja con el Valle del arroyo Caballeruelo, afluente del Tormes, a través de la carretera N-110. Está situado a unos 250 metros de la localidad de Santiago del Collado.
Separa la sierra de Villafranca y la sierra de la Horcajada.